# 福島章太
福島 章太（ふくしま しょうた、2002年10月24日 - ）は、岡山県備前市出身の元プロ野球選手（投手）。左投左打。

## 経歴

### プロ入り前
6歳の頃から野球を始め、備前市立片上小学校を経て備前市立備前中学校へ進学。中学時代は瀬戸内ボーイズでプレーした。
岡山県立倉敷工業高等学校へ進学すると、1年時の秋にはエースナンバーを背負う程まで成長するも、2年時の春に左肘を疲労骨折してしまい、冬にクリーニング手術を受けた。3年時は新型コロナウイルスの影響で甲子園が中止になったため、高校3年間での甲子園出場は叶わなかったものの、岡山県の独自大会や8月に開催されたプロ志望高校生合同練習会に参加した。
2020年のプロ野球ドラフト会議では、中日ドラゴンズから4位指名を受け、11月19日に契約金3500万円、年俸550万円で仮契約を結んだ。背番号は64。

### 中日時代
2021年の春季キャンプは二軍スタート。シーズン中に左肩を故障した。オフの12月9日に怪我のリハビリのため育成選手として再契約した。これに伴い背番号は209に変更される。
2022年は、二軍で18試合に登板し、チーム2位の87回1/3を投げ、防御率5.36ながらチーム最多の6勝を記録。オフには投手陣の沖縄秋季キャンプに参加し、11月20日に支配下選手契約へ復帰することが発表された。背番号は再び64。
2023年8月10日の横浜DeNAベイスターズ戦（横浜スタジアム）でプロ初登板を果たし、1イニングを無失点に抑えた。その後は4試合に登板するも防御率13.50と振るわず、同26日に出場選手登録を抹消された。
2024年は一軍での登板機会はなく、同年10月29日、戦力外通告を受けた。

### 中日退団後
中日退団後は、2024年11月14日に開催された12球団合同トライアウトに参加。
2025年からは、故郷の岡山県美作市で活動する社会人野球クラブチームのショウワコーポレーションに入団し、プレーをする。監督の亀澤恭平は福島について「彼には2年後にNPBに戻れるだけの素質が十二分にある。能力、性格ともにあと一歩成長すれば、NPBに戻せる自信がある」と言い切っている。

## 選手としての特徴
最速153km/hのストレートと、カットボール、スライダー、カーブ、フォークを投げる。

## 人物
目標とする選手は菊池雄星と大野雄大 。
中学校の先輩に山本由伸や頓宮裕真がおり、頓宮のプロ入り時には激励会に出席した。
父親は、自身と同じ倉敷工業高校野球部出身の元社会人野球選手。また弟も倉敷工業高校野球部に所属し、第94回選抜高等学校野球大会で開会式の選手宣誓を務めた。
趣味は釣りで、好きな有名人は今田美桜。

## 詳細情報

### 年度別投手成績
| 年 度     | 球 団     | 登 板 | 先 発 | 完 投 | 完 封 | 無 四 球 | 勝 利 | 敗 戦 | セ 丨 ブ | ホ 丨 ル ド | 勝 率 | 打 者 | 投 球 回 | 被 安 打 | 被 本 塁 打 | 与 四 球 | 敬 遠 | 与 死 球 | 奪 三 振 | 暴 投 | ボ 丨 ク | 失 点 | 自 責 点 | 防 御 率 | W H I P |
| --------- | --------- | ----- | ----- | ----- | ----- | -------- | ----- | ----- | -------- | ----------- | ----- | ----- | -------- | -------- | ----------- | -------- | ----- | -------- | -------- | ----- | -------- | ----- | -------- | -------- | ------- |
| 2023      | 中日      | 4     | 0     | 0     | 0     | 0        | 0     | 0     | 0        | 0           | ----  | 20    | 3.1      | 8        | 0           | 1        | 0     | 1        | 2        | 1     | 0        | 5     | 5        | 13.50    | 2.70    |
| 通算：1年 | 通算：1年 | 4     | 0     | 0     | 0     | 0        | 0     | 0     | 0        | 0           | ----  | 20    | 3.1      | 8        | 0           | 1        | 0     | 1        | 2        | 1     | 0        | 5     | 5        | 13.50    | 2.70    |

- 2024年度シーズン終了時

### 年度別守備成績
| 年 度 | 球 団 | 投手  | 投手  | 投手  | 投手  | 投手  | 投手     |
| 年 度 | 球 団 | 試 合 | 刺 殺 | 補 殺 | 失 策 | 併 殺 | 守 備 率 |
| ----- | ----- | ----- | ----- | ----- | ----- | ----- | -------- |
| 2023  | 中日  | 4     | 0     | 2     | 0     | 0     | 1.000    |
| 通算  | 通算  | 4     | 0     | 2     | 0     | 0     | 1.000    |

- 2024年度シーズン終了時

### 記録
初記録
投手記録
- 初登板：2023年8月10日、対横浜DeNAベイスターズ17回戦（横浜スタジアム）、8回裏に3番手で救援登板・完了、1回無失点
- 初奪三振：2023年8月18日、対東京ヤクルトスワローズ18回戦（明治神宮野球場）、8回裏に武岡龍世から空振り三振

### 背番号
- 64（2021年[5]、2023年[11] - 2024年）
- 209（2022年[9]）